# إدموند جاي بندلتون
إدموند جاي بندلتون (بالإنجليزية: Edmund J. Pendleton)‏ هو صحفي وملحن أمريكي، ولد في 1 مارس 1899 في سينسيناتي في الولايات المتحدة، وتوفي في 31 يناير 1987 في باريس في فرنسا.